# Pola Alonso
Pola Alonso fue una actriz argentina de cine que nació el 6 de noviembre de 1923 en Buenos Aires, Argentina y falleció en la misma ciudad el 9 de noviembre de 2004. Era hermana de los actores Tito Alonso, Iris Alonso, Mario Alonso y Héctor Alonso, cuñada de María Rosa Gallo y Gloria Raines y tía de las hermanas Ingrid Pelicori e Irina Alonso.
Estuvo casada con el futbolista de River Plate José Manuel Moreno y con el dramaturgo Osvaldo Dragún. 

## Actividad artística
Fue una de las actrices más representativas de la época de oro de la cinematografía argentina De notable belleza, debutó en cine en 1942 dirigida por Francisco Mugica en Adolescencia,  un filme que le permitió insertarse entre las nuevas figuras de la época.
Ese mismo año tuvo un papel más importante en La novia de primavera, de Carlos Hugo Christensen. Tras un intervalo de cinco años sin filmar, reapareció en 1947 con Un ángel sin pantalones, de Enrique Cahen Salaberry y Los hijos del otro, de Catrano Catrani. Al año siguiente participó con sus hermanos en Mis cinco hijos, de Orestes Caviglia. Luego siguieron Recuerdos de un ángel, también dirigida por Cahen Salaberry, y María de los Ángeles, de Ernesto Arancibia. En 1949 junto con Narciso Ibáñez Menta integró el dúo central de Almafuerte, dirigida por Luis César Amadori, en lo que fue su personaje más importante en el cine. Siguieron luego actuaciones en Hoy canto para ti de Kurt Land; Yo soy el criminal de Alberto Du Bois, Una jaula no tiene secretos de Agustín Navarro y La murga de René Mugica de 1963 con la cual concluyó su carrera artística.
Estuvo casada con el futbolista y delantero riverplatense José Manuel Moreno y con el dramaturgo Osvaldo Dragún y falleció luego de una breve enfermedad el 9 de noviembre de 2004 .

## Filmografía
- La murga (1963) dir. René Mugica
- Una jaula no tiene secretos (1962) dir. Agustín Navarro
- Adiós muchachos (1955) dir. Armando Bó
- Lo que le pasó a Reynoso (1955) dir. Leopoldo Torres Ríos
- Yo soy el criminal (1951) dir. Alberto Dubois
- Hoy canto para ti (1950) dir. Kurt Land
- Almafuerte (1949) dir. Luis César Amadori
- El ídolo del tango (1949) dir. Héctor A. Canziani
- Mis cinco hijos (1948) dir. Orestes Caviglia y Bernardo Spoliansky
- Recuerdos de un ángel (1948) dir. Enrique Cahen Salaberry
- María de los Ángeles (1948) dir. Ernesto Arancibia
- Un ángel sin pantalones (1947) dir. Enrique Cahen Salaberry
- Los hijos del otro (1947) dir. Catrano Catrani
- La novia de primavera (1942) dir. Carlos Hugo Christensen
- Adolescencia (1942) dir. Francisco Mugica